# Vojnik
Vojnik (Duits: Hochenegg) is een gemeente in de Sloveense regio Savinjska en telt 7825 inwoners (2002).

## Plaatsen in de gemeente
Arclin, Beli Potok pri Frankolovem, Bezenškovo Bukovje, Bezovica, Bovše, Brdce, Dol pod Gojko, Čreškova, Črešnjevec, Črešnjice, Frankolovo, Gabrovec pri Dramljah, Globoče, Gradišče pri Vojniku, Homec, Hrastnik, Hrenova, Ilovca, Ivenca, Jankova, Kladnart, Koblek, Konjsko, Landek, Lemberg pri Novi Cerkvi, Lešje, Lindek, Lipa pri Frankolovem, Male Dole, Nova Cerkev, Novake, Podgorje pod Čerinom, Polže, Pristava, Rakova Steza, Razdelj, Razgor, Razgorce, Rove, Selce, Socka, Straža pri Dolu, Straža pri Novi Cerkvi, Stražica, Tomaž nad Vojnikom, Trnovlje pri Socki, Velika Raven, Verpete, Vine, Vizore, Višnja vas, Vojnik, Zabukovje, Zlateče, Želče
Bistrica ob Sotli · Braslovče · Celje · Dobje · Dobrna · Gornji Grad · Kozje · Laško · Ljubno · Luče · Mozirje · Nazarje · Podčetrtek · Polzela · Prebold · Radeče · Rečica ob Savinji · Rogaška Slatina · Rogatec · Šentjur pri Celju · Slovenske Konjice · Šmarje pri Jelšah · Šmartno ob Paki · Solčava · Šoštanj · Štore · Tabor · Velenje · Vitanje · Vojnik · Vransko · Žalec · Zreče